# As-Sadis min Uktubar (muhafaza)

Położenie muhafazy na mapie kraju

As-Sadis min Uktubar (arab. السادس من أكتوبر) – muhafaza w Egipcie istniejąca w latach 2008–2011. Leżała na zachód od muhafazy Giza na Pustyni Zachodniej. Jej ośrodkiem administracyjnym był Madinat as-Sadis min Uktubar. Została utworzona 18 kwietnia 2008 roku dekretem prezydenta Husniego Mubaraka w celu odciążenia gęsto zaludnionej Gizy. W kwietniu 2011 roku, po ustąpieniu Mubaraka z urzędu, rozwiązano ją i ponownie włączono w skład muhafazy Giza.